# Théâtre du Voyageur

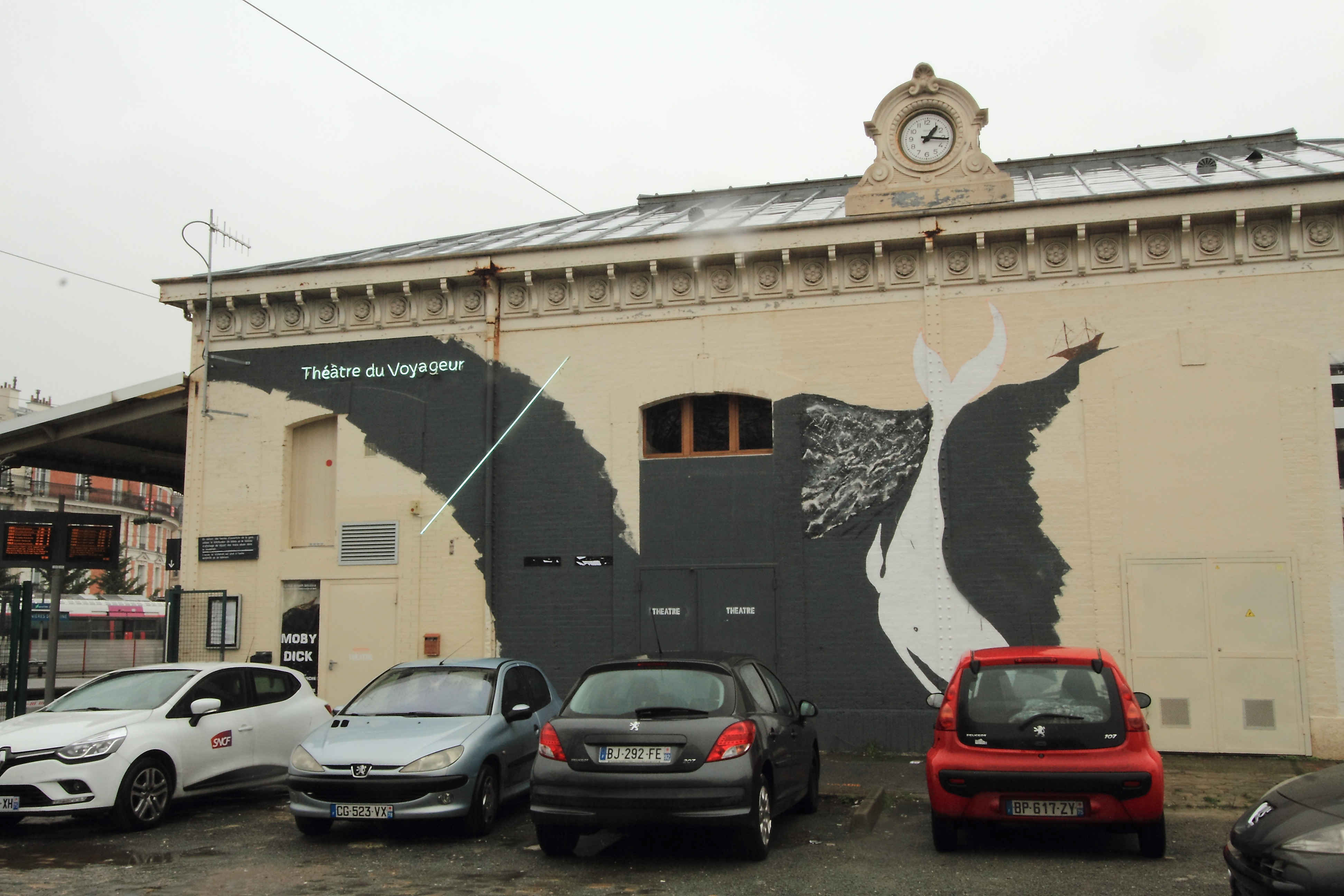
Façade avenue de la Marne et gare, janvier 2018

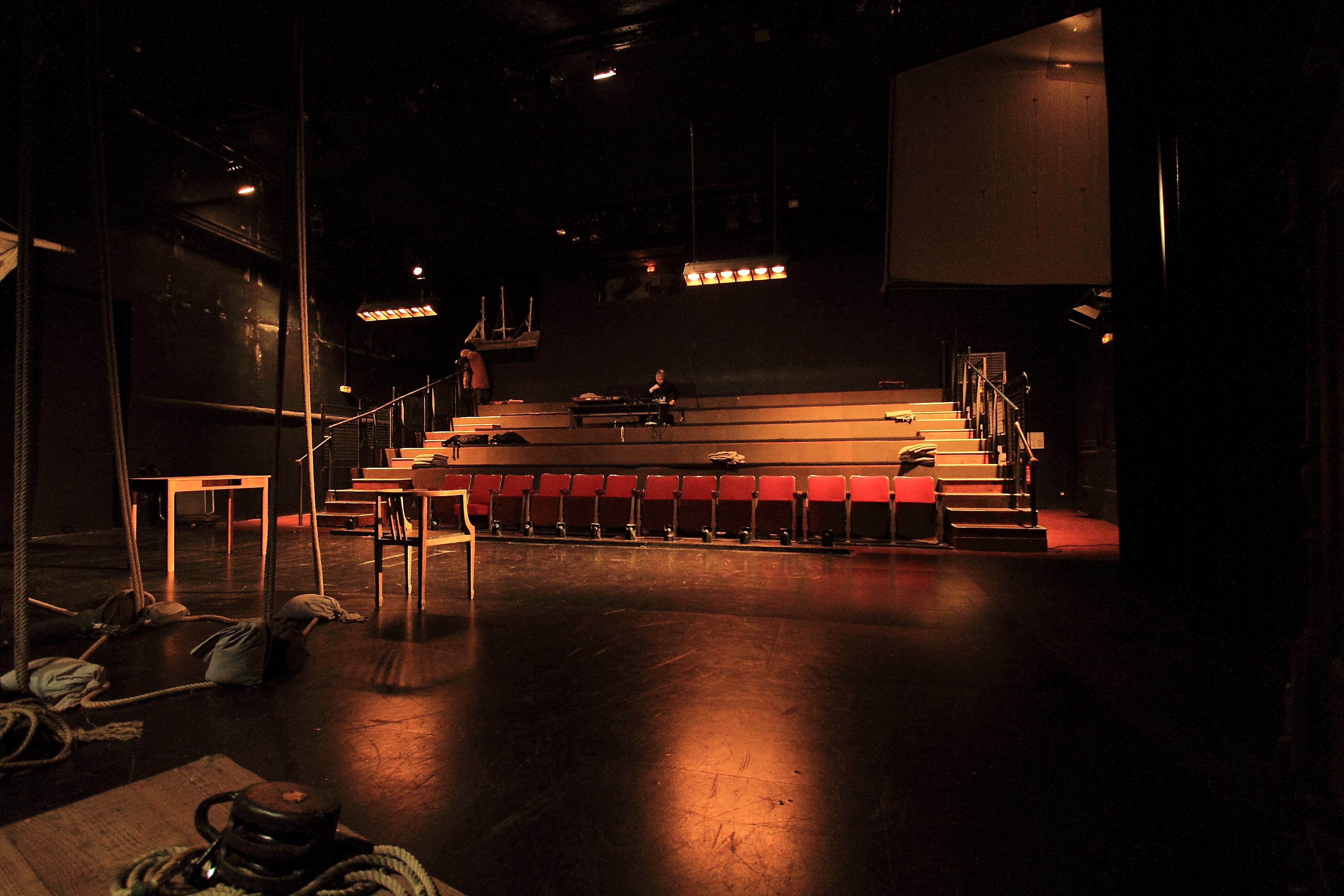
Scène et gradins, répétitions de Moby Dick.

Le Théâtre du Voyageur est une compagnie théâtrale créée à Paris en 1991 et implantée depuis 2002 à Asnières-sur-Seine (Hauts-de-Seine).

## Nom prédestiné
La compagnie du Théâtre du Voyageur a été créée en 1991 par Chantal Melior, comédienne et metteuse en scène.
Après trois années de résidence à la Grande galerie de l'évolution du Muséum national d'histoire naturelle, entre 1997 et 2001, la compagnie s'est installée en 2002 gare d'Asnières-sur-Seine, dans l'ancien bâtiment voyageurs,,.

## Théâtre et science
Depuis l'origine, le Théâtre du Voyageur s'est consacré à un répertoire spécifiquement théâtral (notamment Shakespeare) mais aussi à un répertoire mêlant textes littéraires et textes scientifiques ou philosophiques. Cette approche l'a porté à circuler entre des lieux traditionnels de théâtre et des musées, des sites patrimoniaux, les gares et les trains, et d'entretenir des rapports privilégiés avec les milieux scientifiques, à la croisée des domaines culturels.

## Création et formation
Le Théâtre du Voyageur a noué des relations avec le rectorat de Paris, les services culturels de plusieurs universités, des associations de voyageurs, des ambassades ou des organismes de la francophonie.
La compagnie propose de grandes créations et des formes plus légères, en misant sur des programmations longues. Elle associe à ses activités de création un travail de formation aux techniques théâtrales, au chant, à la musique et à la danse, à l'intention des enfants, adolescents ou adultes. Elle est référencée comme centre de formation professionnel. Elle réunit une dizaine de comédiens permanents, danseurs et musiciens, ainsi que d'autres professionnels du spectacle (éclairagiste, décoratrice…), et de nombreux bénévoles, membres de l'association Théâtre du Voyageur, déclarée d'intérêt général en 2015.

## Édification d'un théâtre

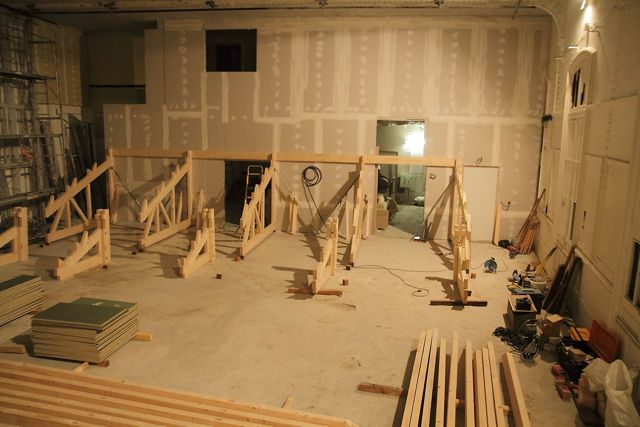
Pose des gradins, décembre 2015

Fin 2011, le Théâtre du Voyageur est avisé par son bailleur Réseau Ferré de France qu'il aurait à quitter la gare d'Asnières l'année suivante, le bâtiment étant appelé à recevoir un « Pôle d’information voyageurs Île-de-France (PIVIF) ». Le soutien du public et des élus locaux, départementaux et régionaux de toutes tendances vont lui permettre de gagner un sursis de quelques mois, puis d'engager avec la SNCF la discussion sur son retour moyennant un partage des lieux avec le Pivif.
Les années 2013-2015 voient la compagnie poursuivre ses activités de formation à Asnières dans divers locaux (scolaires, municipaux…), et ses créations dans divers locaux en Île-de-France.
À l’automne 2015, le chantier de sa réinstallation est lancé, avec un budget d’aménagement pris en charge aux trois quarts par ses partenaires institutionnels (Conseil régional d’Ile-de-France, Conseil départemental des Hauts-de-Seine, Ville d’Asnières). Il s'achève en mars 2016.

## Créations du Théâtre du Voyageur
- 1993-1996. Valentin Orchestra (Karl Valentin)
- 1997. Parade nuptiale (d’après Jacques Ruffié et Flaubert)
- 1998. Romeo et Juliette (Shakespeare)
- 1999-2000. Shakespeare Gallery
- 2000. Drôle de concert
- 2000-2003. Éléphantaisies
- 2004. Et si demain commençait ici
- 2001. Le Roi Lear (Shakespeare)
- 2003-2005. Le Maître et Marguerite (d’après Mikhail Boulgakov)
- 2003-2016. Pour qui veut voir (Giono, Diderot, Rimbaud, Fabre…)
- 2007-2016. Les Nomades (d’après Wilfried Thesiger)[2]
- 2008. Le Ventre de Shakespeare (d’après Henri IV, Henri V et les Joyeuses Commères de Windsor)
- 2009-2012. Comme il vous plaira (Shakespeare)
- 2010. Des idiots et des fous (Cervantès, Lucrèce, Dostoïevski, J. K. Toole)
- 2011-2012. Hamlet (Shakespeare)
- 2012. Les Deux Gentilshommes de Verone (Shakespeare)
- 2012. Tout est bien qui finit bien  (Shakespeare)
- 2013-2015. Ignatius (d’après J. K. Toole)
- 2015-2016. Le Misanthrope (Molière)
- 2016-2017. Bartleby ; Moby Dick 1 : Assez pleurniché ; Moby Dick 2 : Baleine à plume (d’après Herman Melville)
- 2017-2018. Moby Dick 3 : Pippin tombe à l’eau ; Moby Dick 4 : Lignes de fuite (d’après Herman Melville)
- 2019. Moby Dick 5 : Voyage baleinier (Déambulation au Museum national d’histoire naturelle)[6] ;
- Coax Coax (d’après les Grenouilles d'Aristophane)
- 2020. Bartleby (d'après Herman Melville)
- 2021. Béatifique (C. Melior)
- 2022. Pour qui veut voir / Par les soirs bleus d'été.... (C. Melior), Production Muséum national d’Histoire naturelle
- Le Misanthrope (Molière)
- 2023 Une nuit avec Faust (P. Melior, C. Melior), Co-production avec Inventio (Musique L. Marillier)
- Pour qui sait voir  (C. Melior), Production Muséum national d’Histoire naturelle
- 2024 La Tempête (Shakespeare)

Avec le Théâtre Alcyon (Besançon) :
- 1995-2008. La Divine Comedie (Dante)
- 1999-2006. Faust (Goethe)
- 2003. Tous ceux qui tombent (Beckett)